# Kiwai du Nord-Est
Le kiwai du Nord-Est est une langue papoue parlée en Papouasie-Nouvelle-Guinée, dans la province du Golfe.

## Classification
Le kiwai du Nord-Est est un des membres de la famille des langues kiwaianes, une des familles de langues papoues.

## Phonologie
Les  voyelles du dialecte kope du kiwai du Nord-Est sont :

### Voyelles
|         | Antérieure | Postérieure |
| ------- | ---------- | ----------- |
| Fermée  | i [i]      | u [u]       |
| Moyenne |            | o [o]       |
| Ouverte | ɛ [ɛ]      | ɑ [ɑ]       |

#### Voyelles longues
Toutes les voyelles peuvent être longues et contrastent avec les voyelles courtes : obo « eau », oobo « femme », uho « silure », uuho « manger ».

### Consonnes
Les consonnes du dialecte kope du kiwai du Nord-Est sont :
|            |           | Bilabiales | Alvéolaires | Vélaires | Glottales |
| ---------- | --------- | ---------- | ----------- | -------- | --------- |
| Occlusives | Sourde    | p [p]      | t [t]       | k [k]    | ʔ [ʔ]     |
| Occlusives | Sonore    | b [b]      | d [d]       | g [g]    |           |
| Fricative  | Fricative |            |             |          | h [h]     |
| Nasale     | Nasale    | m [m]      | n [n]       |          |           |

#### Allophones
L'inventaire phonémique du kiwai du Nord-Est est pauvre mais comprend des allophones : [β] et [v] sont les allophones de [m] et [ɾ] est l'allophone de [n].

## Écriture
Le kiwai du Nord-Est s'écrit avec l'alphabet latin.
| Caractère     | Caractère | Caractère | Caractère | Caractère | Caractère | Caractère | Caractère | Caractère | Caractère | Caractère | Caractère | Caractère | Caractère | Caractère | Caractère | Caractère |
| ------------- | --------- | --------- | --------- | --------- | --------- | --------- | --------- | --------- | --------- | --------- | --------- | --------- | --------- | --------- | --------- | --------- |
| a             | b         | d         | e         | g         | i         | k         | m         | n         | o         | p         | r         | s         | t         | u         | w         | '         |
| Prononciation |           |           |           |           |           |           |           |           |           |           |           |           |           |           |           |           |
| ɑ             | b         | d         | e         | g         | i         | k         | m         | n         | o         | p         | ɾ         | s         | t         | u         | w         | ʔ         |

Les voyelles longues sont rendues par l'usage de doubles voyelles.

## Sources
- (en) John M. Clifton, 1991, Kope Organized Phonological Data, manuscrit, Ukarumpa, SIL International.